# Лінія Арпада

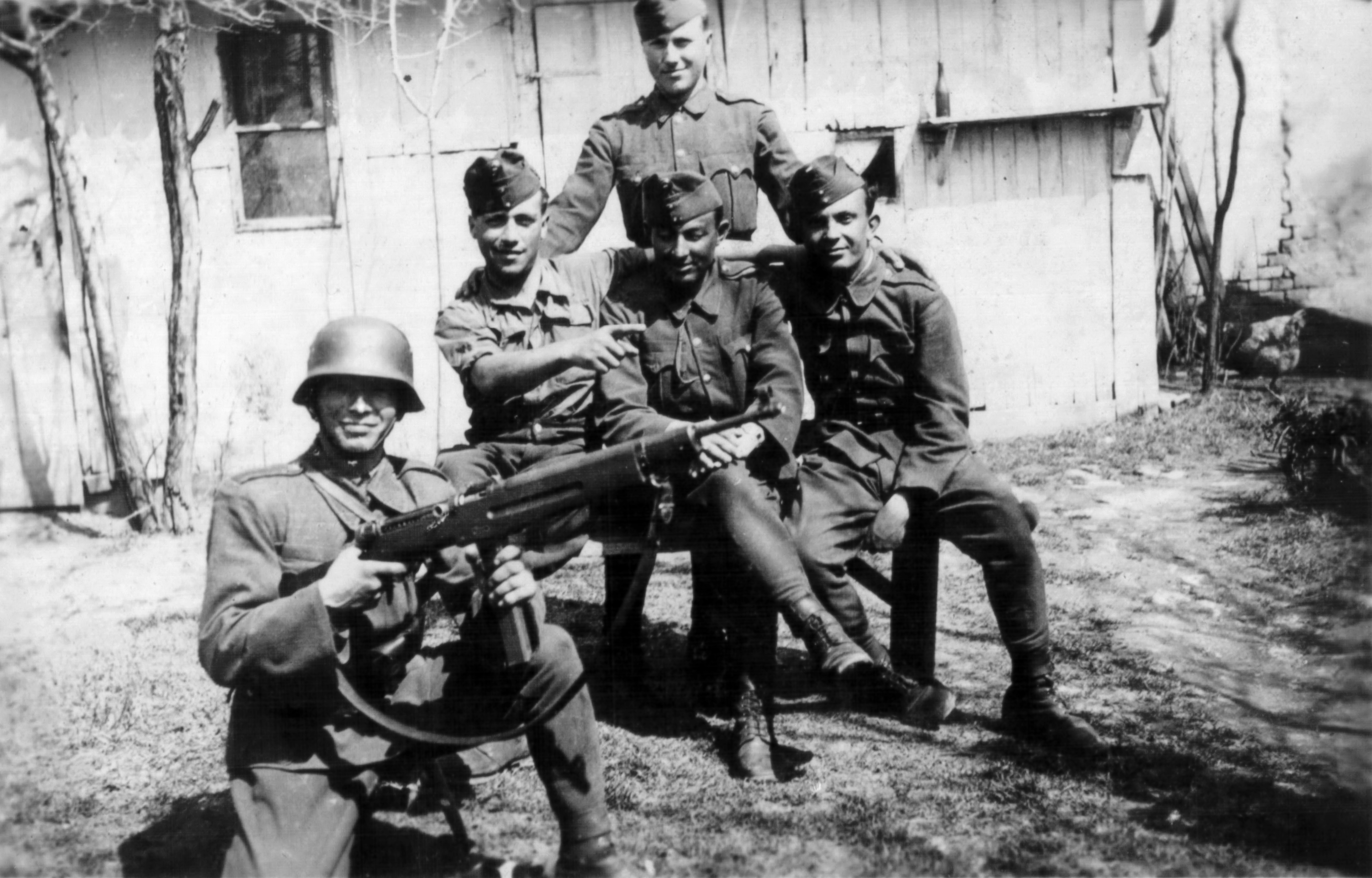
Угорські солдати в Карпатах (село Волосянка, 1944 рік).

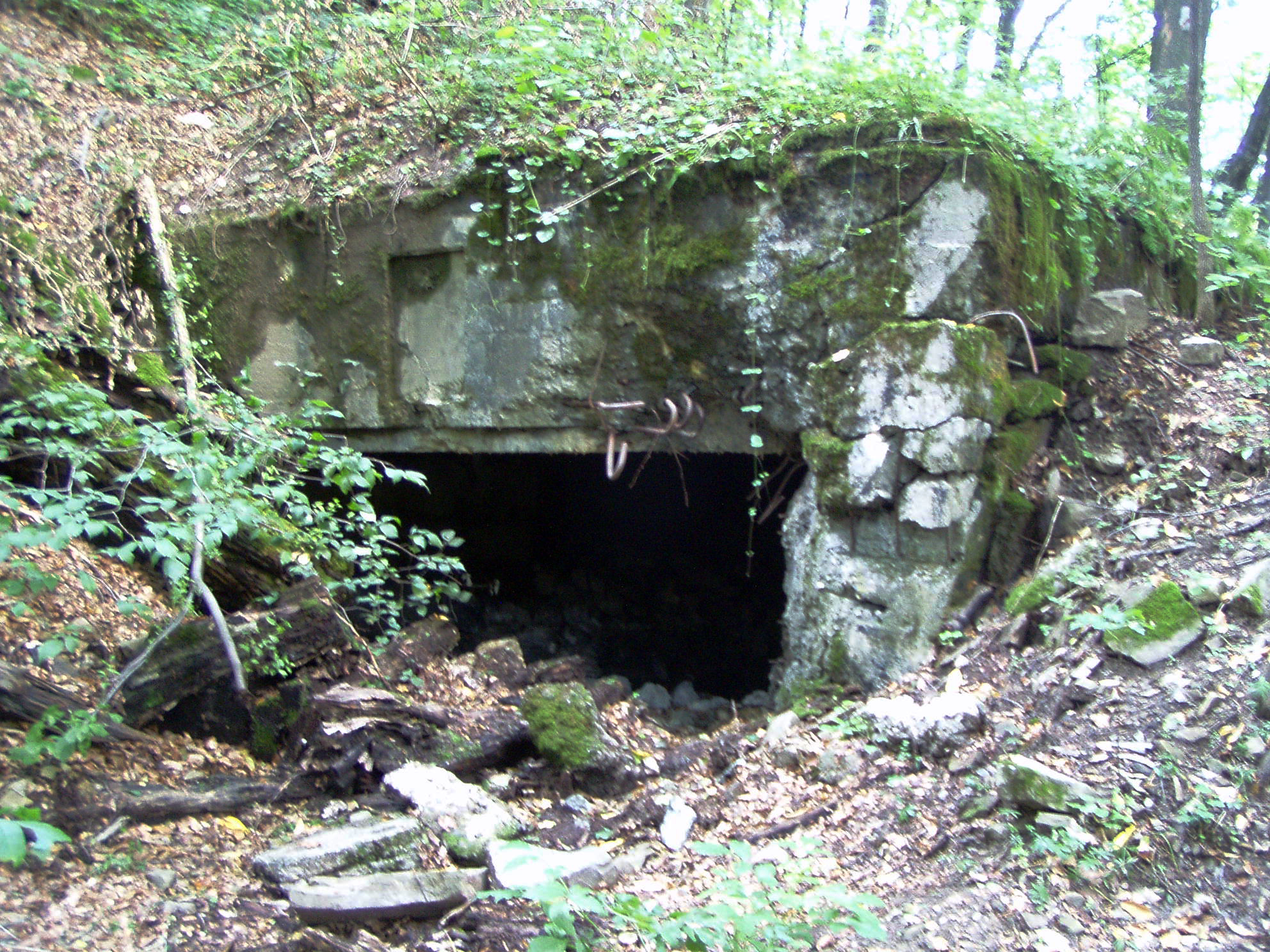
Бункер лінії Арпада біля Жорнави, 2008 рік.

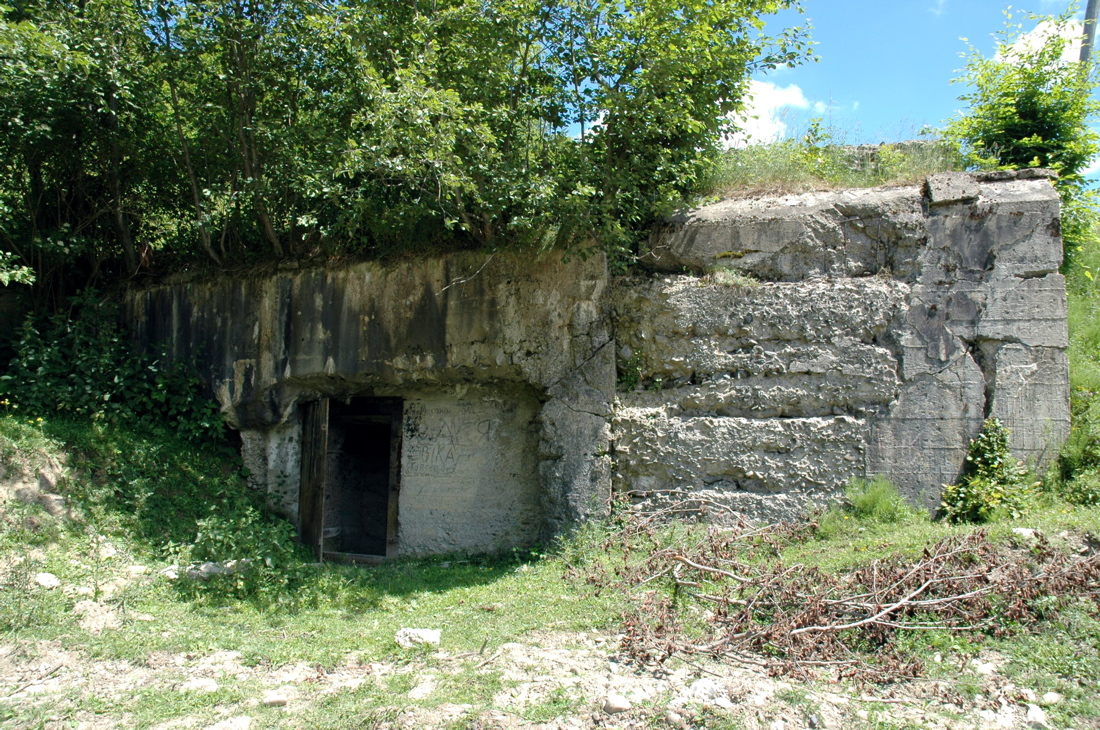
Оборонна споруда біля Верхньої Грабівниці, 2005 рік.

Лі́нія Арпа́да — оборонна лінія, що створювалася угорськими військами в Східних Карпатах у 1939 — 1944 роках проти Червоної Армії і простяглася майже на 600 кілометрів. Лінія Арпада не була суцільною і складалася з окремих вузлів оборони. Крайні елементи: перевал Дукля на заході та Яблуницький перевал на сході. Завданням було побудувати ефективну лінію оборони з мінімальними затратами в найкоротші терміни.
Оборону на лінії Арпада у рамках Східно-Карпатської військової операції вела армійська група генерал Гейнріці в складі німецької 1-ї танкової армії та 13-ї піхотної дивізії 1-ї угорської армії котрим протистояли війська Першого та Четвертого Українських фронтів. На оборонній лінії тільки в межах Четвертого Українського фронту було побудовано 99 опорних пунктів, 759 ДОТів, 394 ДЗОТи, 439 відкритих вогневих рубежів, 400 км траншей і стрілецьких окопів, 135 км протитанкових споруд.

## Українська ділянка
- Керешмезький напрямок. В Керешмезі (угорська назва селища Ясіня) на площі в декілька десятків квадратних кілометрів розмістилося 50 ДОТів, велика кількість одномісних бетонних стрілецьких позицій, протитанкових надовбів, дротяних загороджень. Радянські війська змогли оволодіти даним укріпленим районом 28 вересня 1944 року в ході Східнокарпатської військової операції, скориставшись обхідним маневром через Свидовецький хребет. Оборонці втративши до двох третин особового складу були змушені відступити з займаних позицій.
- Ужоцький перевал. Перед Ужоцьким перевалом також було створено потужний вузол оборони. На схилах гір було вирито багато окопів, які підсилено 30 ДОТами і 60 ДЗОТами.
- Мукачівський напрямок. Не менш укріпленим вважався і мукачівський напрямок. Укріплення складалися з двох потужних вузлів оборони польового типу на перевалах і шести вузлів довгострокової оборони котрі «закривали» долину річки Латориця. Традиційні багаторядні протитанкові надовби, мінні поля, лісові завали. 37 ДЗОТів і 95 ДОТів.
- Хустський напрямок. На хустському напрямку, до котрого відносится укріпрайон на околиці села Синевир, було розміщено 5 вузлів оборони за перевалами, і вузлом оборони польового типу по державному кордоні. «Закривалися» долини річок Теребля і Ріка. Від села Майдан до перевалу долина була перекрита одинадцятьма рядами протитанкових надовбів, 40 ДОТами і 15 ДЗОТами.